# Закат американской империи
«Закат американской империи» (фр. Le déclin de l'empire américain) — кинофильм режиссёра Дени Аркана, вышедший на экраны в 1986 году. Картина впоследствии получила два продолжения — «Нашествие варваров» (2003) и «Век помрачения» (2007).

## Сюжет
В интервью для радио профессор истории Монреальского университета Доминик Сен-Арно рассказывает о своей новой книге «Вариации идеи счастья», в которой обсуждается тезис о зацикленности современного общества на удовольствиях. По мнению автора, это свидетельствует об упадке общества и о скором крахе «Американской империи». Позже в тот же день несколько друзей Доминик, в основном профессора интеллектуальной истории в университете, готовят ужин в загородном доме. Пока мужчины работают на кухне, женщины тренируются в спортзале. Эта деятельность сопровождается подробным обсуждением того, что интересует всех в первую очередь, — сексуальной жизни.

## В ролях
- Доминик Мишель — Доминик
- Доротея Берриман — Луиза
- Луиза Порталь — Диана
- Пьер Курци — Пьер
- Реми Жирар — Реми
- Ив Жак — Клод
- Женевьева Риу — Даниэль
- Даниэль Бриер — Ален
- Габриель Аркан — Марио
- Эвелин Режимбальд — Тереза

## Награды и номинации
- 1986 — приз ФИПРЕССИ на Каннском кинофестивале.
- 1986 — приз за лучший канадский фильм и приз зрительских симпатий на Торонтском кинофестивале.
- 1986 — участие в конкурсной программе Вальядолидского и Чикагского кинофестивалей.
- 1986 — премия Сообщества кинокритиков Нью-Йорка за лучший фильм на иностранном языке.
- 1987 — номинация на премию «Оскар» за лучший фильм на иностранном языке.
- 1987 — 9 премий «Джини»: лучший фильм (Роже Фрапье, Рене Мало), лучшая режиссура (Дени Аркан), лучший оригинальный сценарий (Дени Аркан), лучшая женская роль второго плана (Луиза Порталь), лучшая мужская роль второго плана (Габриель Аркан), лучший монтаж (Моник Фортье), лучший звук, лучший монтаж звука, премия «Золотая катушка» (Роже Фрапье, Рене Мало). Кроме того, лента получила 5 номинаций: лучшая мужская роль (Реми Жирар и Пьер Курци), лучшая женская роль (Доротея Берриман), лучшая мужская роль второго плана (Ив Жак), лучшая женская роль второго плана (Женевьева Риу).